# Vendredi (EP)
Pour les articles homonymes, voir Vendredi (homonymie).
Vendredi est le premier EP 5 titres numérique d'Oldelaf. Il est disponible au téléchargement le 21 février 2011. Les titres Comme je peux et Subjonctif ne sont pas repris sur l'album Le monde est beau d'Oldelaf.

## Titres
| 1.    | Le monde est beau | 2:43 |
| 2.    | Vendredi          | 3:19 |
| 3.    | Comme je peux     | 3:36 |
| 4.    | Subjonctif        | 3:03 |
| 5.    | Sparadrap         | 3:16 |
| 15:57 |                   |      |

## Classement
| France | 18 | 1 |

## Référence
1. ↑  (fr) « Classement des ventes d'albums téléchargés en France du 21 février au 27 février 2011 », sur Chartsinfrance.net